# The People’s Choice
The People’s Choice ist der Kurztitel einer Monografie, die erstmals 1944 von Paul Felix Lazarsfeld sowie seinem Kollegen Bernard R. Berelson und Hazel Gaudet unter dem Titel „The People’s Choice. How the Voter Makes Up his Mind in a Presidential Campaign“ veröffentlicht wurde. Eine deutschsprachige Ausgabe erschien 1969 in der Buchreihe Soziologische Texte unter dem Titel „Wahlen und Wähler. Soziologie des Wahlverhaltens“. Mit der Veröffentlichung des Buchs begründete Paul Lazarsfeld die mikrosoziologische Denkrichtung zur Erklärung des Wählerverhaltens bei politischen Wahlen, die eine der drei Hauptströmungen der Wahlforschung darstellt. Es gilt deshalb als Schlüsselwerk sowohl der Politik- als auch der Kommunikationswissenschaft.

## Inhalt
Das Werk „The People’s Choice“ beruhte auf einer Analyse von Umfragendaten zur amerikanischen Präsidentschaftswahl von 1940, die von Paul Lazarsfeld und seinen Kollegen in Erie County im Bundesstaat Ohio erhoben worden waren. Diese vom Bureau of Applied Social Research (BASR) der Columbia University durchgeführte und auch als Erie-County-Studie bekanntgewordene Wahlanalyse legte die Grundlage der später als Columbia School bezeichneten Denkrichtung in der Wahlforschung. Ziel der Arbeiten am BASR war es, durch den Einsatz neuartiger quantitativer und qualitativer Forschungsansätze allgemeine Gesetzmäßigkeiten des Sozialverhaltens zu erkennen. In der dem Buch zugrundeliegenden Studie, die später durch die Elmira-Studie zur  Präsidentschaftswahl von 1948 ergänzt wurde, untersuchten Paul Lazarsfeld und seine Kollegen die Entstehung individueller Wahlentscheidungen. Die Fokussierung auf eine bestimmte lokale Bevölkerungsgruppe ermöglichte dabei auch eine Analyse des örtlichen Kontexts, wie sie im Rahmen einer landesweiten Umfrage nicht möglich gewesen wäre.
Grundlage des Studiendesigns waren sieben Befragungen in monatlichen Abständen, wodurch es möglich war, die Meinungsbildung der befragten Personen im zeitlichen Verlauf zu dokumentieren. Aus den Ergebnissen leiteten die Autoren eine Reihe von Regeln ab. Zu den in dem Werk ausgeführten Erkenntnissen zählte unter anderem, dass das Wählerverhalten in hohem Maße durch sozialstrukturelle Merkmale der Menschen beeinflusst wird, dass also soziale Merkmale die politischen Präferenzen bestimmen. Die entscheidenden dieser Faktoren sind nach Lazarsfeld der sozioökonomische Status, die Konfessionszugehörigkeit und die Größe des Wohnortes. Diese wurden von den Autoren zu einem „Index der politischen Prädisposition“ zusammengefasst, der nach ihrer Meinung bereits lange vor einer Wahl eine Einschätzung des individuellen Wahlverhaltens ermöglichen würde. 
Darüber hinaus beschrieb Paul Lazarsfeld in „The People’s Choice“ ein später nach ihm benanntes Kommunikationsmodell, mit dem er für die Verbreitung von Informationen durch Massenmedien einen zweistufigen Prozess aus Meinungsführern und den eigentlichen Informationsempfängern postulierte. Die Botschaften der Wahlkampagnen der Kandidaten würden demzufolge durch Gespräche im persönlichen Umfeld eines Wählers, wie seiner Familie, seinen Arbeitskollegen und sozialen Gruppen wie Vereinen, gefiltert. Die Auswahl der Gesprächspartner sei dabei durch sozialstrukturelle Merkmale beeinflusst. Die Wirkung des Wahlkampfs bei der Herausbildung von Präferenzen, die letztendlich zur Wahlentscheidung führen, bezeichnete Lazarsfeld als „Aktivierungseffekt“, während er als „Verstärkereffekt“ die Wahlkampffunktion beschrieb, eine entstandene Präferenz bis zum Wahltag argumentativ zu sichern. Ebenso postulierte er den Mitläufereffekt, demzufolge bei einer Wahl ein erwarteter Erfolg eines Kandidaten die Bereitschaft von Wählern beeinflusst, für diesen Kandidaten zu stimmen. Die Situation von Wählern, die unterschiedlichen sozialen Gruppen mit widersprüchlichen Interessen angehören, beschrieb er mit dem Begriff Cross pressure (Kreuzdruck). Solchen Wählern falle es schwerer, sich für eine der Optionen zu entscheiden, woraus eine späte Wahlentscheidung oder auch die Nichtteilnahme an der Wahl resultieren könne.

## Kritik
Obwohl die der Erie-County-Studie zugrundeliegende Methodik für die damalige Zeit als innovativ galt, wurde das daraus von Lazarsfeld abgeleitete Modell als zu schematisch kritisiert, da es die Wahlentscheidung als sehr statisch darstellte und kurzfristig wirkende Faktoren nur wenig berücksichtigte. Nach der Präsidentschaftswahl von 1948 wurde Lazarsfeld beispielsweise das weitestgehende Versagen der Wahlprognosen angelastet, da die Umfrageinstitute auf der Grundlage seiner Theorie keine Umfragen in der Endphase des Wahlkampfes durchgeführt hatten und deshalb den wahlentscheidenden kurzfristigen Stimmungsumschwung zugunsten von Amtsinhaber Harry S. Truman nicht vorhersagten. Die These des von Lazarfeld in seinem Kommunikationsmodell postulierten Zwei-Stufen-Flusses der Kommunikation wurde insbesondere durch die Ausbreitung moderner Massenmedien wie des Fernsehens größtenteils überholt und später von Lazarsfeld selbst in einigen Aspekten revidiert.

## Bedeutung
Mit dem Werk „The People’s Choice“ legte Paul Lazarsfeld die Grundlagen für mikrosoziologische Ansätze zur Erklärung des Wählerverhaltens. Diese gelten neben dem Ann-Arbor-Modell, das Angus Campbell gemeinsam mit seinen Mitarbeitern Philip E. Converse, Warren E. Miller und Donald E. Stokes in ihrer Abhandlung „The American Voter“ entwickelte, und der von Anthony Downs in dem Buch „An Economic Theory of Democracy“ begründeten Rational-Choice-Theorie als eine der drei Hauptströmungen der Wahlforschung. Die auf Angus Campbell zurückgehende Michigan School wurde auch hinsichtlich ihrer Methodik von Paul Lazarsfelds Arbeiten beeinflusst.